# Магический шестиугольник
Магический шестиугольник или магический гексагон порядка {\displaystyle n} — набор чисел, расположенный в центрированной шестиугольной решётке со стороной {\displaystyle n} таким образом, что сумма чисел в каждой строке во всех направлениях равна некоей магической константе {\displaystyle M.}
|                                   |                                    |
| Порядок n = 1 {\displaystyle M=1} | Порядок n = 3 {\displaystyle M=38} |

Обычный магический шестиугольник может быть только порядка {\displaystyle n=1} (случай тривиален, и здесь речь о нём идти не будет) или {\displaystyle n=3} и может содержать числа от единицы до {\displaystyle 3n^{2}-3n+1.} Более того, если не считать зеркальных, существует только один магический шестиугольник порядка {\displaystyle n=3.}
Магический шестиугольник публиковался много раз как новое явление. Первооткрывателем, вероятно, является Эрнст фон Хасельберг (нем. Ernst von Haselberg) в 1887 году. 

## Доказательство единственности
Докажем, что существуют магические шестиугольники только порядка {\displaystyle n=1} и {\displaystyle n=3.}
Вычислим магическую константу {\displaystyle M.} С одной стороны, гексагон содержит числа от единицы до {\displaystyle 3n^{2}-3n+1} (это легко доказать, разложив фигуру на три параллелограмма). То есть, сумма всех чисел в гексагоне
{\displaystyle S={\cfrac {3n^{2}-3n+1}{2}}(3n^{2}-3n+2).}
С другой стороны, есть {\displaystyle 2n-1} рядов (например, вертикальных), которые включают в себя все числа в шестиугольнике. Так как сумма чисел в каждом ряду равна {\displaystyle M,} то во всём шестиугольнике будет {\displaystyle S=M(2n-1).}
Приравняв суммы, получим, что
{\displaystyle 32M=72n^{3}-108n^{2}+90n-27+{\cfrac {5}{2n-1}}}
Слева стоит целое число. Значит, справа должно тоже быть целое число.
Значит, {\displaystyle {\cfrac {5}{2n-1}}} — это целое число, что возможно только при {\displaystyle n=1} и {\displaystyle n=3.}
QED.

## Аномальные магические шестиугольники
Хотя нормальных магических шестиугольников порядка, отличного от {\displaystyle n=3} не существует, существуют аномальные магические шестиугольники иных порядков.
Аномальными магическими шестиугольниками назовём шестиугольники, образованные по указанным выше правилам, однако, начинающие отсчёт чисел не от единицы, а от иного числа.
| 14 33 30 34 39 6 24 20 22 37 13 11 8 25 17 21 23 7 9 3 10 38 36 4 5 12 28 26 35 16 18 27 15 19 31 29 32 | 41 51 63 45 44 64 25 40 46 35 34 23 20 10 56 27 42 66 55 38 19 9 6 22 48 47 61 58 18 11 8 7 13 15 53 52 37 14 16 30 12 24 59 57 32 29 21 17 39 49 31 36 62 28 54 33 43 26 60 65 50 | 56 61 70 67 51 55 45 36 48 53 68 74 37 26 29 27 39 73 62 42 33 19 16 31 38 64 58 57 22 20 15 18 23 43 49 63 47 28 21 17 30 34 65 71 35 24 32 25 46 72 59 44 40 41 52 69 54 60 75 66 50 |
| Порядок 4 {\displaystyle M=111} Начинается с {\displaystyle 3} и кончается {\displaystyle 39}           | Порядок 5 {\displaystyle M=244} Начинается с {\displaystyle 7} и кончается {\displaystyle 66}.                                                                                     | Порядок 5 {\displaystyle M=305} Начинается с {\displaystyle 15} и кончается {\displaystyle 75}.                                                                                        |

Магический гексагон порядка {\displaystyle n=6}, начинающийся с {\displaystyle 21} и кончающийся {\displaystyle 111} ({\displaystyle M=546}) был создан Louis Hoelbling 11 октября 2004 года.
Гексагон порядка {\displaystyle n=7}, начинающийся с 2 и кончающийся 128 ({\displaystyle M=635}) был создан Arsen Zahray 22 марта 2006 года.
Наибольший из известных на данный момент гексагон порядка {\displaystyle n=8}, начинающийся с −84 и кончающийся 84 ({\displaystyle M=0}) был создан Louis K. Hoelbling 5 февраля 2006 года.